# Karl Valentin (komiker)

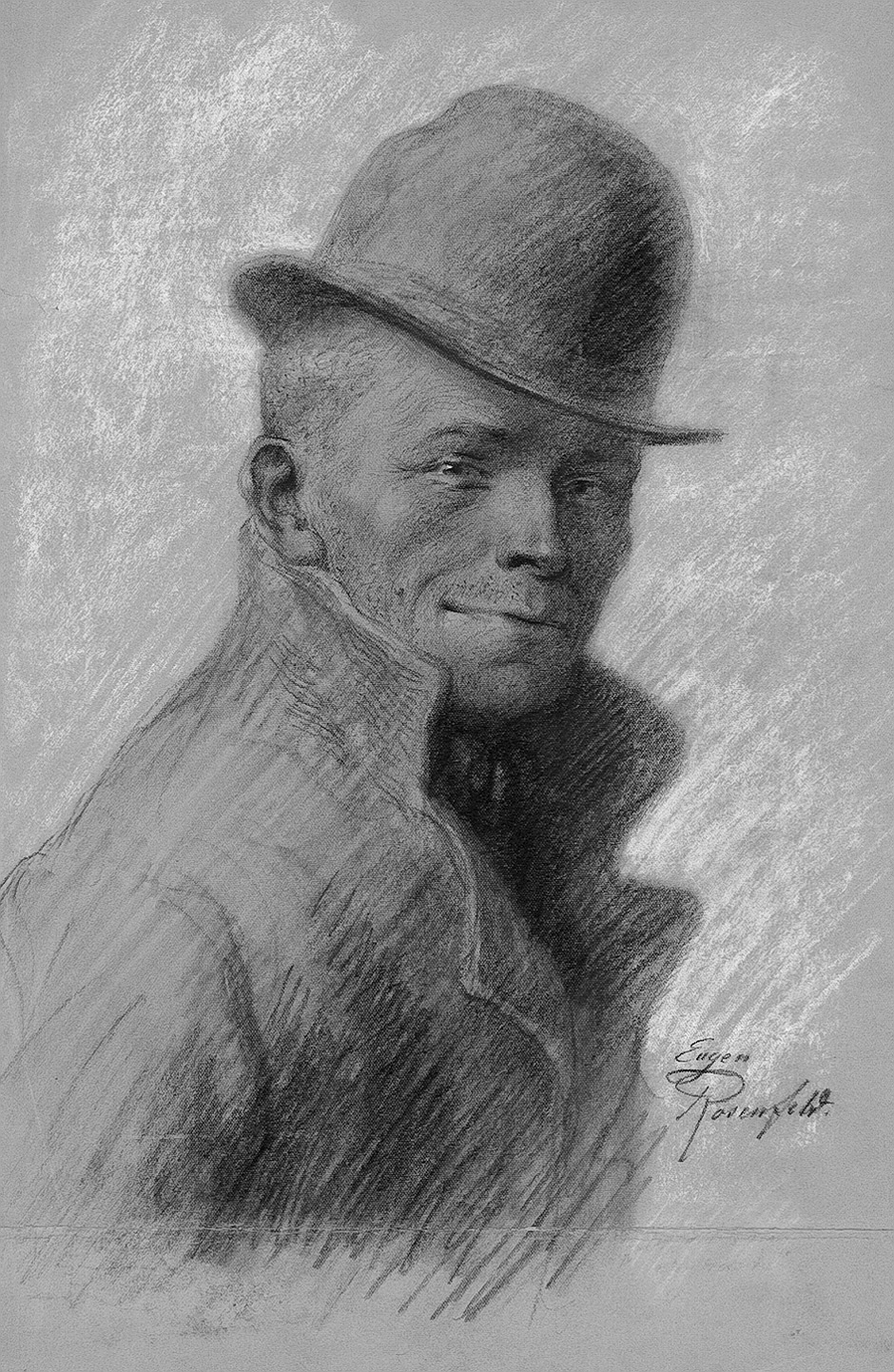
Karl Valentin

Karl Valentin, född den 4 juni 1882 i München, död 9 februari 1948 i Planegg utanför München, hette egentligen Valentin Ludwig Fey och var en bayersk komiker, sångare, författare och filmproducent. Hans dialektiska humor har påverkat många senare konstnärer, bland annat Bertolt Brecht, Samuel Beckett, Loriot, Gerhard Polt och Helge Schneider.

## Biografi

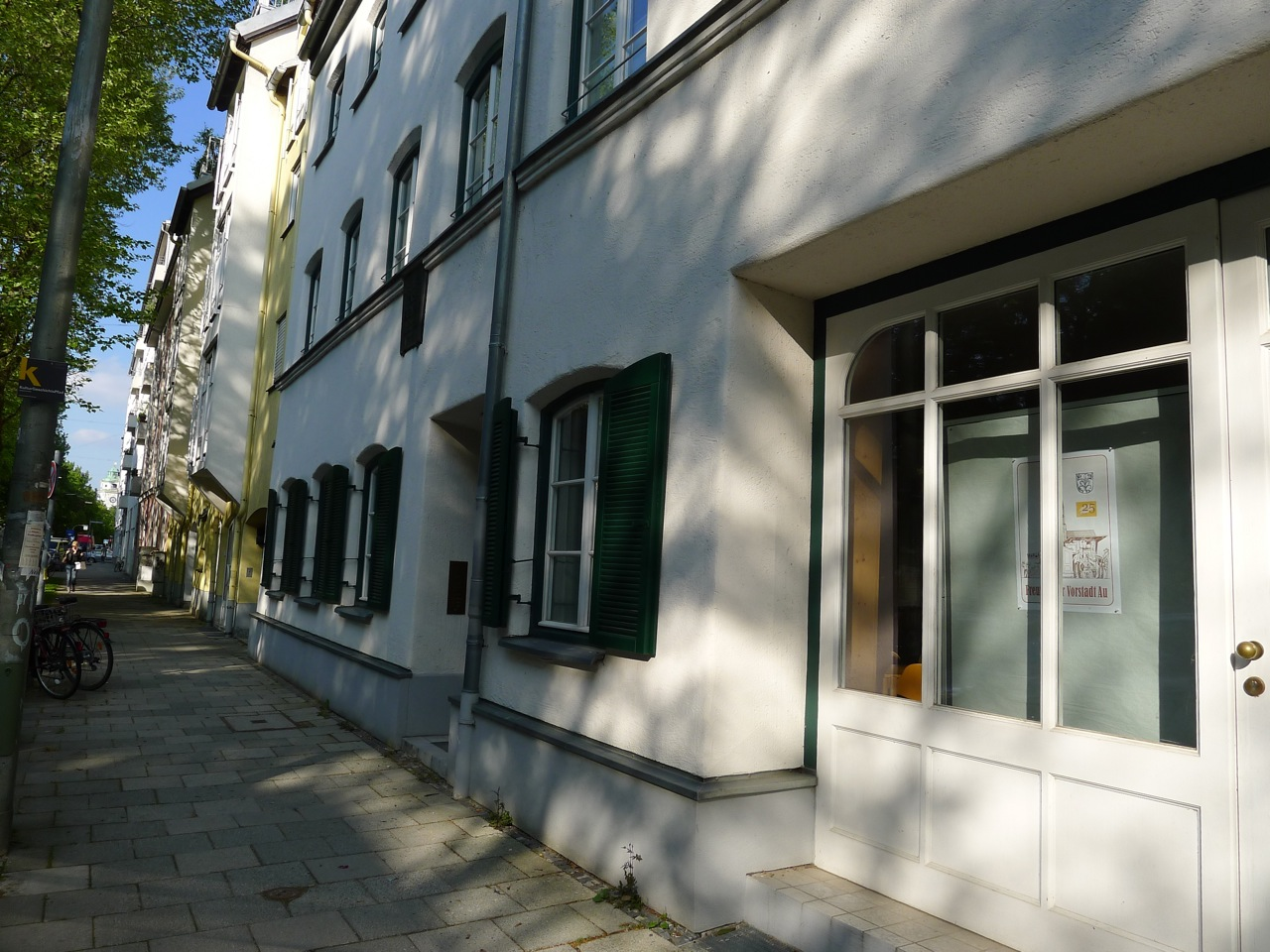
Karl Valentin födelsehus på Unteren Isargasse 45, i dag Zeppelinstraße 41, i München

Karl Valentin växte upp i Au, en förstad till München. Han var familjens enda barn sedan hans syster och två äldre bröder hade dött en kort tid efter hans födelse. Folkskolan, där han gick 1888–1895, kallade han senare för "tukthus". Han utbildade sig till snickare och var fackarbetare fram till 1901. Vid den tiden gjorde han också sina första offentliga framträdanden som "föreningshumorist". Han hade ett förhållande med Gisela Royes (1881–1956), familjens tjänsteflicka, och fick med henne två döttrar, Gisela (född 1905) och Bertha (född 1910). De gifte sig 1911. 
År 1902 gjorde Valentin ett gästspel på Zeughausvarietén i Nürnberg.  Där använde han för första gången artistnamnet "Karl Valentin". Sedan hans far dött samma år, övertog Valentin tillsammans med sin mor ledningen av åkeriet Falk & Fey. Åkeriet gick omkull 1906. Valentin och modern flyttade nu till hennes hemort Zittau i Sachsen. Tiden där skulle få betydelse för Valentins språkkänsla.  
Efter att utan framgång ha turnerat i olika städer återvände Valentin 1908 till München, där han skrev monologen Das Aquarium ("Akvariet"). Ett engagemang på Frankfurter Hof löste hans penningproblem. Valentin utvecklade under denna tid sitt groteska kroppsspråk och det självironiska språkspelet, som också riktade sig mot hans publik. År 1911 träffade han Elisabeth Wellano, som blev hans partner på scenen under namnet Liesl Karlstadt.
Valentin grundade en egen filmstudio i München. Med början 1912 uppträdde han som skådespelare i runt 40 kortfilmer, som delvis byggde på hans sketcher. År 1929 spelade han in sin sista stumfilm, Der Sonderling.
På scenen satte Valentin med början 1914 upp sitt program Tingeltangel och två dussin senare versioner. Under första världskriget slapp han tjänstgöra i det militära på grund av sin astma. Under denna tid skrev han sånger och sketcher som bagatelliserade kriget. År 1915 blev han ledare för kabaretten Wien-München.
Tillsammans med Bertolt Brecht parodierade han Brechts nya drama Trummor i natten på  Münchner Kammerspiele 1922. Brecht var en nära vän till Valentin och uppskattade honom också som konstnär. Deras gemensamma arbete påverkade tydligt Brechts senare verk. I Brechts och Erich Engels surrealistiska film Mysterien eines Frisiersalons hade Valentin en av huvudrollerna jämte  Karlstadt och  Blandine Ebinger. Under 1922 och 1923 ägde de första uppträdandena utomlands rum i Zürich och Wien. Under åren 1924–1938 gästspelade Valentin också i Berlin. Hans "språkakrobatik" imponerade även på  Alfred Kerr och Kurt Tucholsky. Den sistnämnde betecknade honom som "vänstertänkare".
Valentin öppnade 1931 en egen teater (Goethe-Saal) på Leopoldstraße i München. Han tvingades dock stänga den redan efter åtta veckor: Valentin framhärdade gentemot brandskyddsmyndigheten i att ha med en brinnande cigarettfimp i en sketch. År 1932 medverkade Valentin i sin första ljudfilm. Han spelade direktören för en kringresande cirkus i Die verkaufte Braut, Max Ophüls filmatisering av Bedřich Smetanas opera Brudköpet. Följande år medverkade Valentin i filmversionen av sin egen sketch Orchesterprobe ("Orkesterprovet").
Valentin öppnade 1934 ett Panoptikum för nonsens men tvingades stänga redan efter två månader. Även ett nytt försök 1935 misslyckades. Han gjorde på detta sätt av med både sina egna och Karlstadts besparingar. Karlstadt fick ett nervsammanbrott och fick göra ett långt uppehåll.
Valentin var skeptisk i förhållande till nazismen men yppade inte detta offentligt. Efter Panoptikumkatastrofen skrev han av penningnöd opolitiska artiklar för propagandabladet Münchner Feldpost. 
Valentin och Karlstadt spelade 1936 huvudrollerna i filmen Die Erbschaft med regissören Jacob Geis. Filmen slutar med att ett gift par inte har kvar någonting utom en ljusstump. Naziregimen förbjöd filmen med hänvisning till "eländesstendenser". Den hade premiär först 1976. 
År 1939 ersatte Annemarie Fischer Liesl Karlstadt som Valentins partner på scenen. Fischer, som var 35 år yngre, var också Valentins nya kärlek. Han öppnade Ritterspelunke, en blandning av teater, krog och panoptikum, som han dock fick stänga i juni 1940, innan de nazistiska myndigheterna gjorde om förrådet för rekvisita till skyddsrum. Sina sista större framträdanden hade Valentin, nu åter tillsammans med Liesl Karlstadt, på Deutsches Theater München 1940.
Efter att ha varit åtskilda i många år uppträdde Valentin och Liesl Karlstadt åter tillsammans 1947 och 1948. De hade dock inte några större framgångar. Valentin, som led av undernäring, dog i februari 1948 av en lunginflammation som han hade ådragit sig sedan han av misstag blivit inlåst över natten i en ouppvärmd teater efter en föreställning.  
Till hans och Liesl Karlstadts minne har ett museum inrättats i Isartor i München.